# بيلي هاربر
بيلي هاربر (بالإنجليزية: Billy Harper)‏ (17 أغسطس 1897 ببلاكبرن في المملكة المتحدة - 20 يناير 1982 ببلاكبول في المملكة المتحدة) هو لاعب كرة قدم بريطاني (وحمل سابقاً جنسية المملكة المتحدة لبريطانيا العظمى وأيرلندا) في مركز الدفاع. لعب مع Darwen F.C. (1870) ‏ ونادي تشورلي وFeniscowles FC ‏ ونادي نيلسون.